# Кингсбридж (эстуарий)
Кингсбридж (англ. Kingsbridge Estuary), также Солком (англ. Salcombe Estuary) — эстуарий в районе Саут-Хэмс графства Девон в Англии, соединяющийся с водами Ла-Манша близ Солкома и вдающийся в сушу на север до Кингсбриджа. Лиман очень популярен среди туристов и любителей ходить под парусом и входит в Южнодевонскую Область исключительной природной красоты (ОИПК).
Кингсбриджский лиман — чрезвычайный образец риаса, так как по отношению к маленьким ручьям и потокам, которые его образуют, имеет непропорционально большие размеры.